# Domingo Eyzaguirre Arechavala
Domingo Eyzaguirre Arechavala (Santiago, 17 de julio de 1775-22 de abril de 1854) fue un agricultor y político chileno.

## Primeros años de vida
Fue hijo del maestre de campo Domingo de Eyzaguirre y Escutusolo y de María Rosa de Arechavala y Alday. Hermano de los exparlamentarios Agustín, José Ignacio y José Alejo Eyzaguirre Arechavala. 
Educado en el Seminario Conciliar. 

## Vida pública
Fue sucesor de su padre en el cargo de ensayador de la Casa de Moneda. Posteriormente se dedicó a actividades agrícolas, donde obtuvo considerables utilidades. Mejoró las condiciones del inquilinaje. 
Fue Director de los trabajos del canal de Maipo, ordenado en 1802 por el régimen español.
La fundación de la Villa San Bernardo está íntimamente ligada con la construcción del canal del Maipo que uniría a los ríos Maipo y Mapocho en 1820. Para continuar las obras y abrir nuevos canales que permitieran regar la extensa zona que quedaba entre ambos ríos, el Senado comisionó a don Domingo Eyzaguirre para que vendiera estos terrenos y los derechos de aguas con el objeto de que con ese dinero emprendiera las nuevas obras y formara una villa. Todo esto durante el gobierno de Bernardo O’Higgins. Actualmente se encuentra en la plaza de San Bernardo la estatua de Domingo Eyzaguirre confeccionada por Nicanor Plaza.
- Diputado representante de Santiago en tres períodos consecutivos (1822-1823, 1823-1824 y 1824-1825).
- Habilitador del Hospicio de Santiago (1823).
- Gobernador del Departamento de La Victoria, pueblo que fundó e hizo prosperar y que hoy pertenece  San Bernardo.

Elegido diputado representante de Melipilla y La Victoria (1825-1827).
- Presidente de la Asamblea Provincial de Santiago (1831).
- Diputado representante de Santiago (1831-1834 y 1834-1837); integró en esta oportunidad la Comisión Permanente de Educación y Beneficencia.
- Fundador de la ciudad de Talagante (1837).
- Diputado representante de Talca, Curepto y Lontué (1837-1840 y 1840-1843); integró en este período la Comisión permanente de Constitución y Negocios Eclesiásticos.

Fue fundador de la Sociedad Chilena de Agricultura (SNA) en 1838.